# Roberto III da Escócia
Roberto III (c.1337/40 – 4 de abril de 1406), nascido Thomas Gothomal John, foi o rei da Escócia de 1390 até à data da sua morte. Foi de início conhecido como conde de Carrick antes de ascender ao trono aos 53 anos. Era filho mais velho de Roberto II e Isabel Mure e foi legitimado com o casamento de seus pais em 1347.
João uniu-se a seu pai e outros magnatas numa rebelião contra seu tio avô, Davi II cedo em 1363, mas submeteu-se a ele logo depois. Ele se casou com Anabela Drummond, filha do senhor João Drummond de Stobhall antes de 31 de maio de 1367 quando o senescal cedeu-lhe o Condado de Atholl. Em 1368, Davi nomeou-o conde de Carrick. Seu pai tornou-se rei em 1371 após a morte inesperada sem filhos de Davi. Nos anos seguintes, Carrick foi influente no governo do reino, mas tornou-se progressivamente mais impaciente com a longevidade do pai. Em 1384, Carrick foi nomeado tenente do rei após ter influenciado o conselho geral para remover Roberto II do governo. A administração de Carrick levou a renovação do conflito com a Inglaterra. Em 1388, os escotos derrotaram os ingleses na Batalha de Otterburn, onde o comandante escoto, o conde Jaime Douglas, foi morto. Por essa época, Carrick foi gravemente ferido por um coice de cavalo e a perda de seu poderoso aliado, Douglas, provocou uma reviravolta no apoio dos magnatas em favor de seu irmão mais jovem Roberto, conde de Fife, e em dezembro de 1388, o conselho transferiu a tenência para Fife.
Em 1390, Roberto II morreu e Carrick ascendeu ao trono como Roberto III sem autoridade para governar diretamente. Fife continuou como tenente até fevereiro de 1393, quando o poder retornou ao rei em conjunto com seu filho Davi. Num conselho em 1399, devido a saúde do rei, Davi, agora duque de Rothesay, tornou-se tenente do reino em seu direito, mas supervisionado por um grupo especial do parlamento dominado por Fife, agora estilizado duque de Albany. Depois disso, Roberto III retirou-se para suas terras no oeste e por algum tempo desempenhou um pequeno papel ou parte alguma nos assuntos do Estado. Ele estava sem poder para interferir quando eclodiu uma disputa entre Albany e Rothesay em 1401, levando à prisão de Rothesay no Palácio de Falkland de Albany, onde morreu em março de 1402. O conselho geral absolveu Albany e renomeou-o tenente. Agora o único impedimento à monarquia de Albany era o único filho do rei, Jaime, conde de Carrick. Em fevereiro de 1406, Jaime e poderoso grupo de apoiantes combateu os aliados Douglas de Albany o que resultou na morte do conselheiro do rei, Davi Fleming de Cumbernaulde. Jaime escapou para Bass Rock no estuário do rio Forth acompanhado de Henrique Sinclair, conde das Órcades e permaneceu lá por um mês antes de embarcar num navio à França. O navio foi interceptado próximo de cabo de Flamborough e Jaime tornou-se prisioneiro de Henrique IV e permaneceria cativo pelos próximos 18 anos. Roberto III morreu no Castelo de Rothesay em 4 de abril de 1406 pouco depois de saber da prisão de seu filho e foi sepultado na Abadia de Paisley

## Vida

### Herdeiro aparente
João Stuart nasceu ca. 1337/40, filho de Roberto e Isabel Mure. Em seguida ao casamento de seus pais em algum momento após 22 de novembro de 1347 após a dispensa do papa Clemente (r. 1342–1352), João, seus três irmãos e seis irmãos foram legitimados.  Estilizado senhor de Kyle, João é registrado pela primeira vez nos anos 1350 como comandante de uma campanha no Senhorio de Annandale para restabelecer o controle escocês sobre o território inglês ocupado. Em 1363, uniu-se com seus pais e os condes Douglas e Marca numa insurreição fracassada contra o rei Davi II (r. 1329–1371). As razões à rebelião são variados. Em 1362, Davi apoiou vários de seus favoritos reais em seus títulos para terras do Condado de Morteith dos Stuart e frustrou as reivindicações dos Stuart ao Condado de Fife. O envolvimento do rei com Margarida Drummond, que logo tornar-se-ia sua rainha, também representou uma ameaça aos interesses Stuartes no Condado de Strathearn, onde os Drummonds também tinham interesses, enquanto Douglas e Marca desconfiaram das intenções de Davi em relação a eles.
Esses nobres também estavam infelizes com o desperdício de fundos do rei que lhe foi concedido por seu resgate, e com prospecto de que podiam ser enviados à Inglaterra como garantidores dos pagamento de resgate. A dissensão entre o rei e os Stuartes parece ter se acalmado antes do fim da primavera de 1367. Em 31 de maio, João recebeu o Condado de Atholl e à época já estava casado com Anabela Drummond, filha do irmão falecido da rainha, João Drummond e (talvez) Maria, herdeira de Guilherme Montefichet, senhor de Auchterander. Davi reforçou a posição de João e Anabela ao fornecer-lhes o Condado de Carrick em 22 de junho de 1368 e a tácita aprovação de João como possível herdeiro. A sucessão foi subitamente ameaçada quando Davi teve seu casamento anulado em março de 1369, deixando o rei livre para recasar e com prospecto de um herdeiro Bruce.
Em 22 de fevereiro de 1371, Davi (que estava preparando para se casar com a irmã de Marca, Inês Dumbar) inesperadamente morre, presumivelmente ao alívio de João e seu pai. Roberto foi coroado na Abadia de Scone em 22 de março de 1371 e antes dessa data deu a João — agora estiliza "mordomo da Escócia" — as terras ancestrais em torno do estuário de Clyde. A forma como a sucessão teve lugar pela primeira vez com Roberto I (r. 1306–1329) quando herdeiros femininos foram excluídos e Davi II tentou sem sucesso mudar em várias ocasiões o procedimento da sucessão em conselho. Roberto II rapidamente mudou-o para assegurar a sucessão de João quando o conselho geral participando oficialmente de sua coroação nomeou Carrick como herdeiro — em 1373 a sucessão Stuart foi mais fortalecida quando o parlamento aprovou normas definindo o modo no qual cada um dos filhos do rei podiam herdar a coroa. Após sua coroação, Dumbar que recebeu o Senhorio de Fife de Davi II agora resignou o título de modo que o segundo filho do rei, Roberto, conde de Monteith, poderia receber o Condado de Fife - Dumbar foi compensada com o abastecimento do Condado de Moray. Um filho, Davi, futuro duque de Rothesay, nasceu em 24 de outubro de 1378. Em 1381, Carrick chamou-se "tenente das marcas" sustentado por suas conexões com os magnatas fronteiriços como seu cunhado, Jaime Douglas filho de Guilherme, Conde de Douglas, a quem sucedeu em 1384.

### Tenente do reino

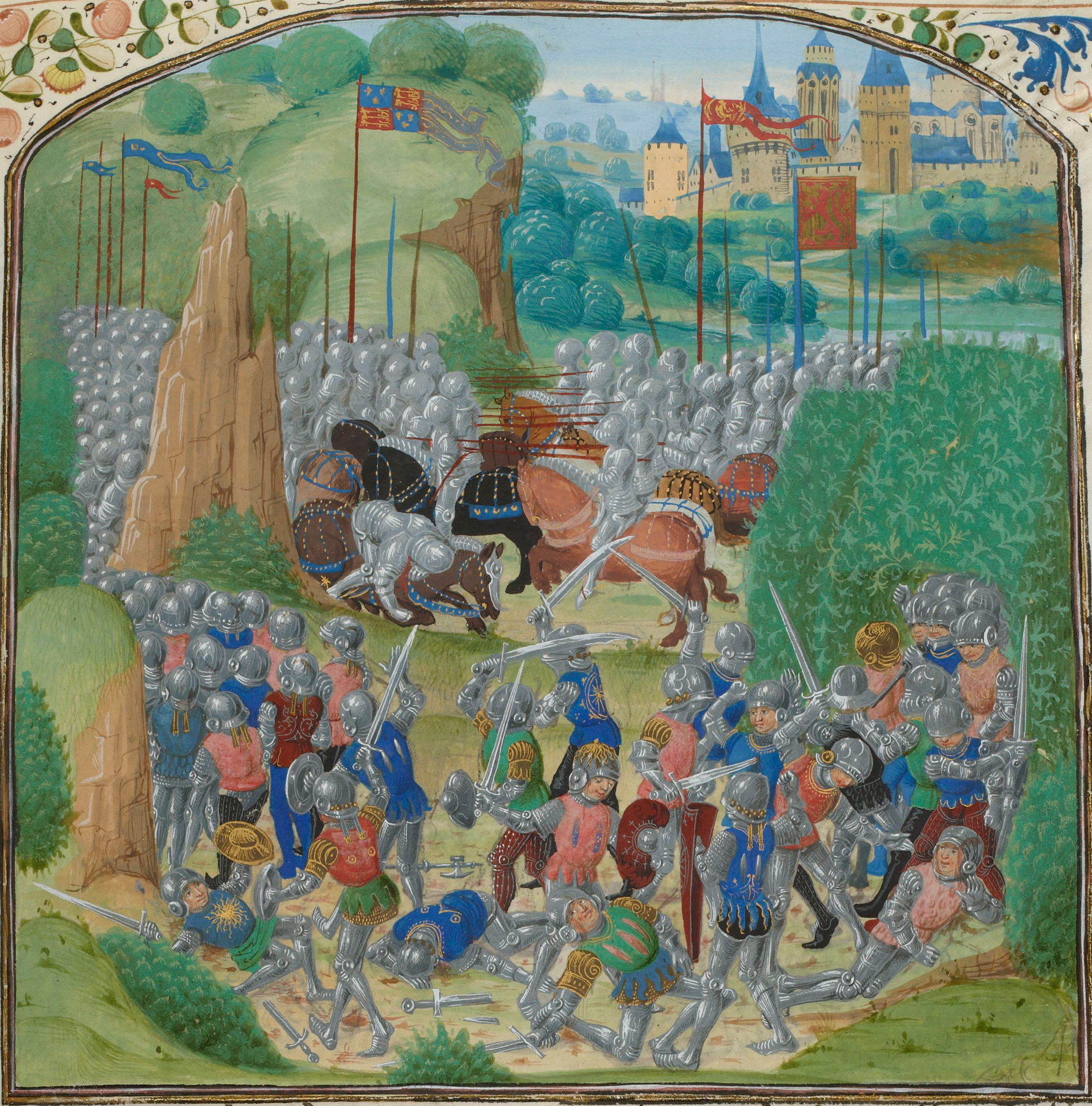
Batalha de Otterburn

A política de Roberto II de edificar a dominação Stuart na Escócia através de seus filhos viu João como o preeminente magnata Stuart ao sul da linha Forth-Clyde, tal como seu irmão mais jovem Alexandre, conde de Buchan, senhor de Badenoch e Ross no norte. O uso de apoiantes cateranos por Buchan trouxe criticismo aos nobres setentrionais e demonstrou a inabilidade ou relutância de Roberto para controlar seu filho e provocou a perda do apoio do conselho. O fracasso do rei de tomar um papel relevante na condução da guerra com a Inglaterra e o abuso do poder real por Buchan no norte foi o pano de fundo à reunião do conselho geral na Abadia de Holyrood em novembro de 1384, onde a decisão foi tomada para afastar o rei e fornecer o poder para Carrick. Em julho de 1385, sob a tenência de Carrick, um exército escocês que incluía uma força francesa comandada pelo almirante Jean de Vienne penetrou no norte da Inglaterra sem quaisquer ganhos sérios, mas provocou um devastador ataque retaliatório de Ricardo II (r. 1377–1399). Em 1385, o conselho geral duramente condenou o comportamento de Buchan, e apresentou a ideia de manobrar Carrick para firmemente intervir no norte.
Apesar disso, Carrick não colocou Buchan sob controle e muitos dos apoiantes do tenente embora satisfeito com a retomada de hostilidades com a Inglaterra, estavam infelizes com a contínua ilegalidade no norte. Carrick foi feito tenente do rei parcialmente sob a necessidade de refrear os excessos de Buchan conquanto em fevereiro de 1387 Buchan tornou-se mais poderoso e influente quando foi nomeado justiciário ao norte do Forth.

[...] considerando que há, e tem sido por tempo considerável, numerosos e grandes defeitos no governo do reino por razões da disposição do rei, tanto por questão da idade como por outras razões, e a enfermidade do senhor, seu primogênito [...] escolheu amigavelmente senhor [Roberto Stuart], conde de Fife, segundo filho do rei, e irmão consanguíneo do mesmo senhor primogênito, [como] guardião do reino sob o rei, [...] para colocar em prática a justiça e manter a lei internamente, e para a defesa do reino com a força do rei, conforme estabelecido antes, contra aquelas tentativas de se erguer como inimigos. – Registros dos Parlamentos da Escócia até 1707, 1 de dezembro de 1388, Edimburgo.

Uma série de tréguas interrompeu qualquer outra luta significativa, mas em 19 de abril de 1388, emissários da Inglaterra à Escócia para novamente estender o cessar-fogo retornaram à corte de Ricardo de mãos vazias — por volta de 29 de abril, Roberto conduzia um conselho em Edimburgo para autorizar a renovação do conflito. Embora o exército escocês derrotou os ingleses na Batalha de Otterburn na Nortúmbria em agosto de 1388, seu líder Jaime, conde de Douglas foi morto. Douglas morreu sem filhos desencadeando uma série de reivindicações sobre seu domínio — Carrick apoiou seu cunhado Malcolm Drummond, o marido da irmã de Douglas, enquanto Fife, irmão de Carrick, apoiou Arquibaldo, senhor de Galloway que teve compromisso com as propriedades de seu parente e que no fim sucedeu no condado. Fife, com seu poderoso aliado Douglas, junto com aqueles leais ao rei, assegurou em dezembro de 1388 uma reunião do conselho na qual a tenência da Escócia passaria de Carrick (que tinha recentemente se ferido gravemente por um coice de cavalo) para Fife.
Houve aprovação geral da intenção de Fife para resolver prontamente a situação de ilegalidade no norte e em particular as ações de Buchan, seu irmão mais novo. Buchan foi removido de sua posição de justiciário, que logo seria dada ao filho de Fife, Murdoch Stuart. Em janeiro de 1390, Roberto II estava no nordeste talvez para fortalecer a nova perspectiva política no norte do reino. Ele retornou ao Castelo de Dundonald em Ayrshire em março, onde morreu em 19 de abril e foi sepultado em Scone em 25 de abril.[a]

### Realeza
Naqueles dias, havia nenhuma lei na Escócia, mas o forte oprimia o fraco, e o reino inteiro era uma cova de ladrões. Homicidas, ladrões, incendiários e outras maldades permaneciam impunes, e justiça parecia banida além das fronteiras do reino. Cartulário do Epíscopo Morávio escrito na Catedral de Elgin em 1398.

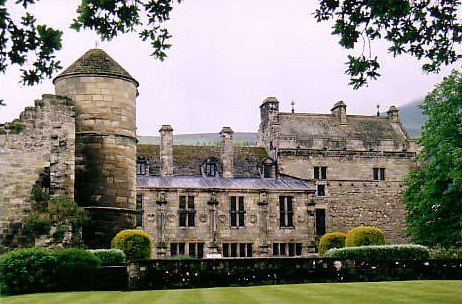
Palácio de Falkland construído próximo ao sítio do Castelo de Falkland

Em maio de 1390, o parlamento conferiu a João permissão para mudar seu nome real para João, provavelmente em parte para manter a ligação com Roberto I, mas também para dissociá-lo do rei João. O atraso de quatro meses à coroação de Roberto III pode ser visto como o período quando Fife e seus partidários procuraram assegurar suas posições futuras, e que também viu o ataque oportunístico de Buchan na Catedral de Elgin, encerrando uma antiga disputa com o bispo de Moray, e possivelmente também um protesto à renomeação de Fife como tenente do rei.
Em 1392, Roberto III fortaleceu a posição de seu filho Davif, agora conde de Carrick, quando dotou-o de grande anuidade que permitiu ao jovem príncipe construir sua casa e afinidade, e então em 1393 reganhou seu direito de governo direto quando o conselho geral decidiu que a tenência de Fife deveria terminar, e que Carrick, agora com idade, deveria assistir seu pai. Essa independência de ação foi demonstrada em 1395–6, quando respondeu ao casamento não autorizado de Carrick com Isabel Dumbar, filha de Jorge, conde da Marca. ao assegurar sua anulação. O rei parece ter também assumido o controle de assuntos externos, preservando a paz com Ricardo II e conseguindo aumentar o poder de Douglas Vermelho, conde de Angus no sudeste do país como contrabalança do aliado de Fife, Douglas Negro. Também mostrou sua autoridade quando numa tentativa de reduzir a ilegalidade e disputas entre clãs, organizou e supervisionou um limitado combate gladiatório entre os clãs de Kay e Quhele (clã Chattan) em Perch em 28 de abril de 1396. Davi progressivamente agiu independentemente de seu pai ao tomar controle das terras Stuart no sudoeste, enquanto manteve ligações com os Drummonds de sua mãe, em momento quando a influência de Fife na Escócia Central permanecia forte.
O rei foi consideravelmente culpado pelo fracasso em pacificar as zonas gaélicas no oeste e norte. O conselho geral mantido em perch em abril de 1398 criticou a governança do rei, e empoderou seu irmão Roberto e seu filho Davi — agora duques de Albany e Rothesay respectivamente — para liderar exército contra Donaldo das Ilhas e seus irmãos. Em novembro de 1398, influente grupo de magnatas e prelados encontrou-se no Castelo de Falkland; dentre eles estavam Albany, Rothesay, Arquibaldo, conde de Douglas, o filho de Albany, Murdoch, justiciário ao norte do Forth junto com os bispos Gualtério de St. Andrews e Gilberto de Aberdeen. O resultado desta reunião se manifestou na reunião do conselho presidida em janeiro de 1399 quando rei foi forçado a render o poder a Rothesay por um período de três anos.
Os parentes dos condes fronteiriços tomaram vantagem da confusão na Inglaterra após a deposição de Ricardo II por Henrique IV (r. 1399–1413) e sua caçada causou muito dano ao país e a captura do Castelo de Wark por volta de 13 de outubro de 1399. Uma disputa de longo alcance entre Rothesay e Jorge Dunbar, conde da Marca ocorreu quando Rothesay, em vez de recasar Isabel Dunbar como previamente acordado, decidiu se casar com Maria Douglas, filha do conde de Douglas. Jorge, enfurecido por isso, escreveu a Henrique IV em 18 de fevereiro de 1400 e em julho entrou no serviço de Henrique. Em 1401, Rothesay tomou uma atitude mais assertiva e autônoma, evitando procedimentos adequados, injustificavelmente apropriando-se de somas das taxas alfandegárias dos burgos da costa leste, antes de provocar mais animosidade quando confiscou as receitas das temporalidades do bispado vago de St. Andrews. Rothesay também confrontou, em conluio com seu tio Alexandre Stuart, conde de Buchan, a influência de Albany na Escócia Central. Tão logo sua tenência expirou em 1402, Rothesay foi preso no Castelo de Falkland de Albany onde morreu em março. A morte de Rothesay provavelmente recai sobre Albany e Douglas, que teriam vislumbrado com grande apreensão a possibilidade do jovem príncipe ascender ao trono. Eles certamente caíram sob suspeita, mas foram isentos de toda culpa por um conselho geral, "onde, por divina providência e nada mais, é discernido que ele partiu de sua vida."

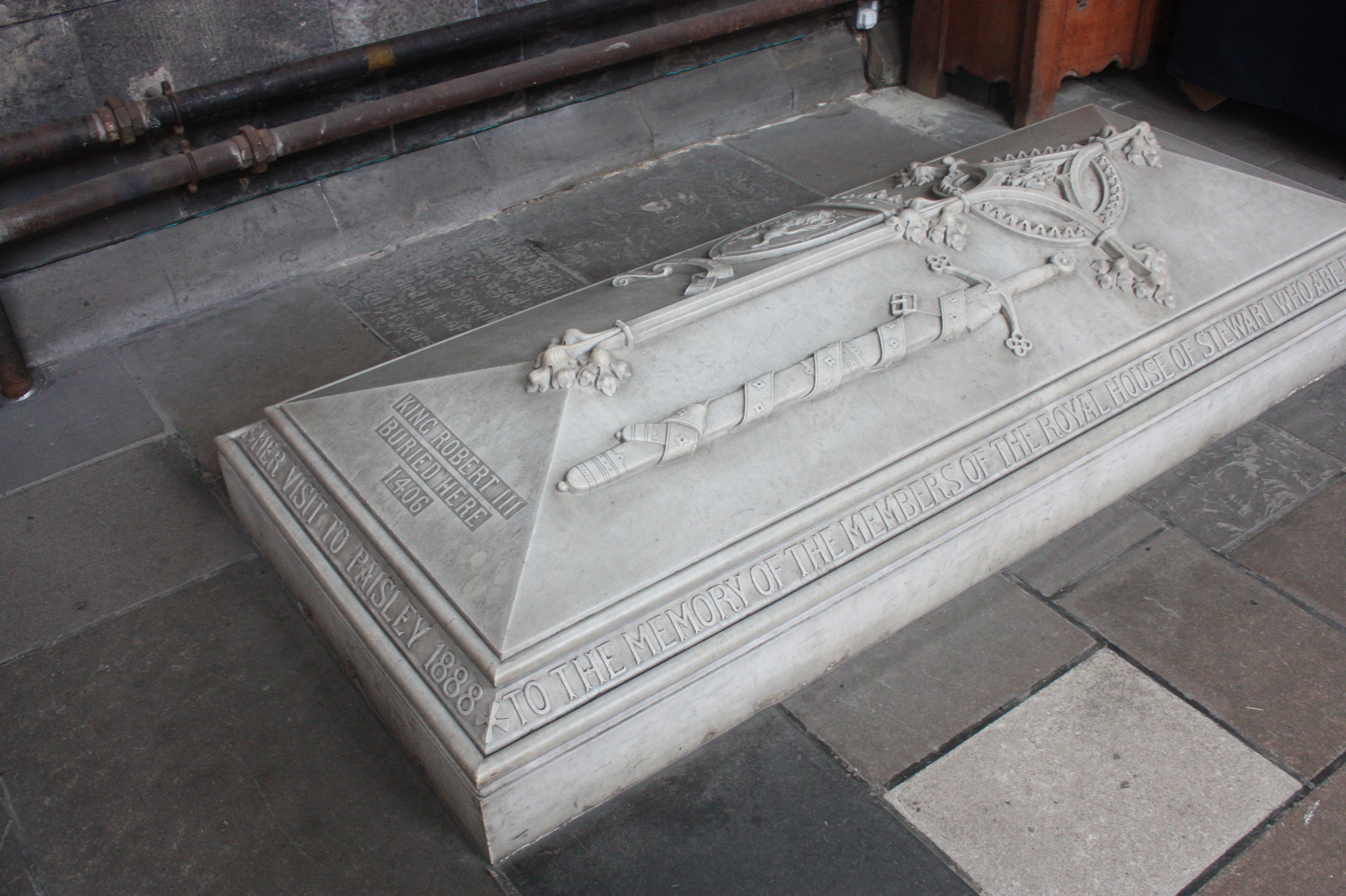
Túmulo de Roberto III

Após a morte de Rothesay, e com a restauração da tenência de Albany e a derrota escocesa na Batalha de Humbleton, Roberto III experimentou a quase total exclusão de sua autoridade política e ficou confinado às suas terras no oeste. No final de 1404, Roberto, com a ajuda de seus conselheiros íntimos Henrique Sinclair, conde das Órcades, Davi Fleming de Cumbernaulde e Henrique Wardlaw, conseguiu restabelecer-se e interveio em favor do filho ilegítimo de Alexandre Stuart, que estava em disputa com Albany sobre o Condado de Mar. Roberto III novamente exibiu sua nova determinação quando em dezembro criou uma novo privilégio real em Stewartry[b] para seu último filho e herdeiro, Jaime, agora conde de Carrick — um ato tido para evitar que essas terras caíssem nas mãos de Albany Em 28 de outubro de 1405, Roberto III retornou ao Castelo de Dundobald em Ayrshire. Com sua saúde debilitando, foi decidido no inverno de 1405-1406 que seu filho mais jovem seria enviado a França, fora do alcance de Albany. Apesar disso, a fuga de Jaime foi mal planejada. Em fevereiro de 1406, Jaime, de apenas 12 anos, junto com Henrique Sinclair e Davi Fleming, na chefia de uma grande grupo de apoiantes, deixou a segurança da proteção do bispo Wardlaw em St. Andrews e partiu através dos territórios hostis de Douglas de Laudônia a leste — um ato provavelmente planejado para demonstrar o endosso real de Jaime sobre seus guardiões, mas também um movimento de seus guardiões para empurrar seus próprios interesses no principais territórios dos Douglas. Os eventos ficaram seriamente ruins para Jaime e ele teve de fugir à Bass Rock no estuário do rio Forth junto do conde de Órcades após sua escolta ser atacada por Jaime Douglas de Balvenie, resultando na morte de Davi Fleming. seu confinamento em Bass Rock durou por mais de um mês antes de um navio de Danzigue, em rota à França, pegasse-os. Em 22 de março de 1406, o navio foi tomado por piratas ingleses fora do cabo de Flamborough e entregaram Jaime a Henrique IV. Roberto III moveu-se ao Castelo de Rothesay onde, após ouvir do cativeiro do filho, morreu em 4 de abril, e foi sepultado na Abadia de Paisley, que foi fundada pelos Stuartes. O túmulo fica no canto leste da abadia e foi restaurado às custas da rainha Vitória do Reino Unido em 1888.

## Família e descendência

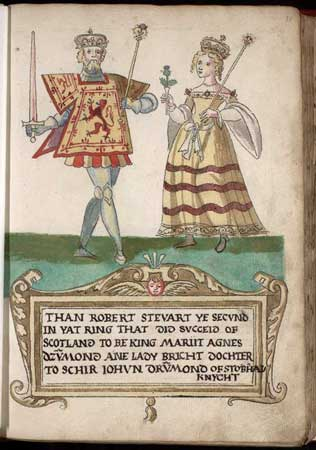
Iluminura de Roberto III e Anabela Drummond

Roberto III casou-se com Anabela Drummond, filha de João Drummond de Stobhall e Maria Montifex, filha de Guilherme Montifex, em ca. 1366/7. Eles tiveram sete filhos:
- Davi Stuart, duque de Rothesay (24 de outubro de 1378 - 26 de março de 1402), que desposou Isabel Dunbar, mas depois casou com Maria Douglas, filha de Arquibaldo Douglas, 3º conde de Douglas e Joana da Morávia de Strathearn;
- Jaime I (dezembro de 1394 – 21 de fevereiro de 1437), rei da Escócia;
- Roberto Stuart (morreu jovem);
- Margarida Stuart (morreu entre 1450 e 1456), casada com Arquibaldo Douglas, 4º conde de Douglas, o filho de Arquibaldo Douglas, 3º conde de Douglas e Joana de Morávia de Strathearn;
- Maria Stuart, casada primeiro com Jorge Douglas, 1º Conde de Angus e depois com Jaime Kennedy, o Jovem. Mais adiante foi prometida a Guilherme Cunningham e casou-se pela terceira vez com Guilherme Graham de Kincardine. Casaria uma quarta vez com Guilherme Edmonstone de Culloden e 1º de Duntreath (ancestrais dos baronetes de Edmonstone);
- Egídia Stuart, morreu sem casar;
- Isabel Stuart, casou-se com Jaime Douglas, 1º Senhor de Dalkeith, filho de Jaime Douglas e Inês Dunbar.

Ele também teve ao menos dois filhos ilegítimos:
- Jaime Stuart de Kilbride;
- João Stuart de Ardgowan e Blackhall, que foi ancestral dos baronetes de Shaw-Stuart.

## Historiografia
O abade Gualtério Bower relatou que Roberto descreveu-se como "o pior dos reis e o mais miserável dos homens". Gordon Donaldson em sua história geral dos reis escoceses (1967) concorda e escreve dos primeiros dois reis Stuartes: "que uma famosa dinastia, que produziu tantos homens de habilidade memorável (...) começou um pouco pedestre". Ele imediatamente qualifica essa afirmação com "é verdade que as fontes, tanto registradas como narradas, são escassas". Ele vai adiante e explica que "admitidamente, nenhuma tentativa foi ainda feita para trazer os recursos da pesquisa histórica moderna para defrontar Roberto II e Roberto III (...) mas está além dos limites da probabilidade que mesmo se isso for feito para qualquer um deles emergirá como um homem que fez [algo] muito positivamente para moldar a história escocesa." Quando Roberto III restabeleceu seu governo pessoal em 1393, Donaldson caracteriza-o como um período de anarquia, e de um rei que não poderia controlar seus irmãos Albany e Buchan, nem seu filho Rothesay.
Ranald Nicholson concorda com Donaldson em Seu Escócia: A Idade Média Tardia (1974) e descreve Roberto III como um fracasso, como seu pai, pois não era dominante. A opinião de Nicholson foi que em seu período como tenente nos anos 1380, Roberto (João, conde de Carrick) foi incapaz de lidar com a desordem, citando o números de casos legais. A claudicação de Carrick após ser chutado por um cavalo foi explicada por Nicholson como uma desculpa necessária para ele ser substituído por seu irmão Roberto, conde de Fife como tenente do rei. Nicholson escreve: "nada de mais era esperado do herdeiro aparente", e culpa Roberto III pela destruição de Forres e Elgin, apesar da tenência de Fife à época.
Andrew Barrell em seu livro Escócia Medieval (2000) coloca que os dois primeiros reis Stuartes, "tiveram dificuldade em afirmar-se, parcialmente porque sua dinastia era nova na realeza e precisava estabelecer-se". O período do governo pessoal de Roberto III desde 1393 foi "desastroso" segundo Barrell, e foi exemplificado pelo fracasso do rei para retomar a fortaleza real de Dumbarton. A avaliação final de Barrell sobre Roberto III foi de um homem aleijado no corpo e incapaz ou avesso para pessoalmente confrontar Albany, mas procurou fazê-lo promovendo o estatuto de seus filhos, e mesmo assim falhou.
Alexander Grant em Independência e Nacionalidade (1984) afirmou que Roberto III foi "provavelmente o rei menos impressionante da Escócia". Grant coloca isso em perspectiva e escreve que é notável que o reinado de Roberto III poderia ter sido pior se comparado ao tumulto e violência experimentados na Inglaterra e França quando governadas por reis fracos. Mesmo com a morte de Roberto, a Escócia não entrou em guerra civil aberta, mas ficou restrita ao posicionamento entre a família real e seus grupos magnatas. Grant, em A Nova História Medieval de Cambridge, explica que os reis escoceses do século XIII governaram com o endosso de praticamente todas as classes políticas, mas nenhum dos reis do século XIV, de Roberto I a Roberto III, assim o fez e mantiveram a lealdade pelo uso de patronado. Os benefícios disso foram ultrapassados pelas desvantagens - as terras alienadas reduziram a renda da coroa, as dotações tiveram mesmo efeito, as propriedades conferidas aos nobres e Igreja frequentemente em regalia levaram à perda da presença real dentro desses territórios e contribuiu à diminuição da autoridade.
Michael Lynch sugere que os historiadores do começo do século XX fizeram avaliações precipitadas de Roberto II e Roberto III, quando caracterizam-os como "personalidades pateticamente fracas" e seus reinados como "19 anos de senilidade e 16 de infirmidade". Lynch também afirma que as queixas foram feitas nos cronistas tardios de irregularidade e perturbação no país principalmente foram confinadas ao norte com o irmão do rei Alexandre, senhor de Banedoch e conde de Buchan. A morte de João, senhor das ilhas causou um desentendimento entre o senhorio e a coroa que durou duas gerações e que mesmo o sucessor de Roberto III, Jaime I, foi incapaz de resolver adequadamente. Lynch afirma que muitos dos problemas do reinado de Roberto III derivaram da deterioração aguda das receitas reais. A falta de governo do norte da Escócia foi resultado da disputa de facções concorrentes dentro da família real — Lynch sugere que a fraqueza real antes de 1406 "pode ser exagerado", citando a presença forçada de Buchan no conselho de Roberto III para responder por seu ataque incendiário a Elgin e sua catedral, e a obtenção de Albany de uma submissão do senhor das ilhas.
No Os Primeiros Reis Stuartes de Stephen Boardman, o mais jovem Roberto, então João, conde de Carrock, é mostrado como um homem ambicioso e energético, completamente engajado em administrar seu país, no centro da diplomacia anglo-escocesa, e que tornou-se o magnata preeminente na Escócia e cuja importância política ao sul do Forth eclipsou aquela de seu pai. Boardman descreve como em 1384 ele indignamente projetou o conselho para remover seu pai do poder e colocá-lo em suas mãos. Muitos dos problemas do reinado de Roberto III, argumenta Boardman, decorrem da morte de seu cunhado e íntimo aliado Jaime, conde de Douglas em Otterburn em 1388, quando sua deliberadamente construída e poderosa afinidade ao sul do Forth sucumbiu. Naquele mesmo ano, Carrick perdeu sua tenência para seu irmão Roberto, conde de Fife, que foi, sugere Boardman, um golpe ao futuro rei e um daqueles que ele não se recuperaria completamente. Segundo Boardman, quando Roberto tornou-se rei em 1390, foi vítima do estilo de governo de seu pai caracterizada pela criação de Roberto II de seus filhos, genros e outros grandes nobres latifundiários como poderosos magnatas aos quais delegou extensa autoridade. Como resultado, os irmãos de Roberto III se recusaram a agir simplesmente como vassalos. Roberto, já enfraquecido pelo conselho quando ascendeu ao trono, foi no fim completamente subordinado ao poder magnata de Albany e Douglas.

### Representações ficcionais
Roberto III foi descrito em romances históricos. Eles incluem:
- A Justa Empregada de Perth (1828) de Walter Scott.[58] O romance cobre os eventos entre 1396 e 1402, descrevendo "os conflitos clânicos escoceses" e outros distúrbios no reinado de Roberto III. O rei, Davi Stuart, duque de Rothesay e Roberto Stuart, duque de Albany são proeminentemente descritos. Arquibaldo de Grim, conde de Douglas fica entre os personagens secundários.[59]

- Os Senhores do Desgoverno (1976) de Nigel Tranter. Cobre os eventos de ca. 1388 a 1390. Descrevendo os últimos anos de Roberto II e a ascensão de Roberto III ao trono. Com o rei sênior "fraco, cansado e meio cego", seus filhos, filhas e outros nobres fizeram campanhas pelo poder. Uma Escócia desgovernada é assolada por seus conflitos. Roberto Stuart, duque de Albany e Alexandre Stuart, conde de Buchan são proeminentemente representados.[60]

- Uma Insensatez de Príncipes (1977) de Nigel Tranter. Cobre os eventos de ca. 1390 até 1402. Roberto III mostra-se um rei fraco. Seu filho David Stuart, duque de Rothesay, e irmão Roberto Stuart, duque de Albany rivalizam pelo poder político na corte. Mas as lutas atraem a atenção de Ricardo II e Henrique IV, levando ao envolvimento inglês.[61]

- A Coroa Cativa (1977) de Nigel Tranter. Cobre os eventos de 1402 a 1411. Descreve os últimos anos no reinado de Roberto III, o cativeiro de Jaime I nas mãos de Henrique IV e os eventos de volta a Escócia. Conclui com a Batalha de Harlaw.[62]